# Yakuri-ji

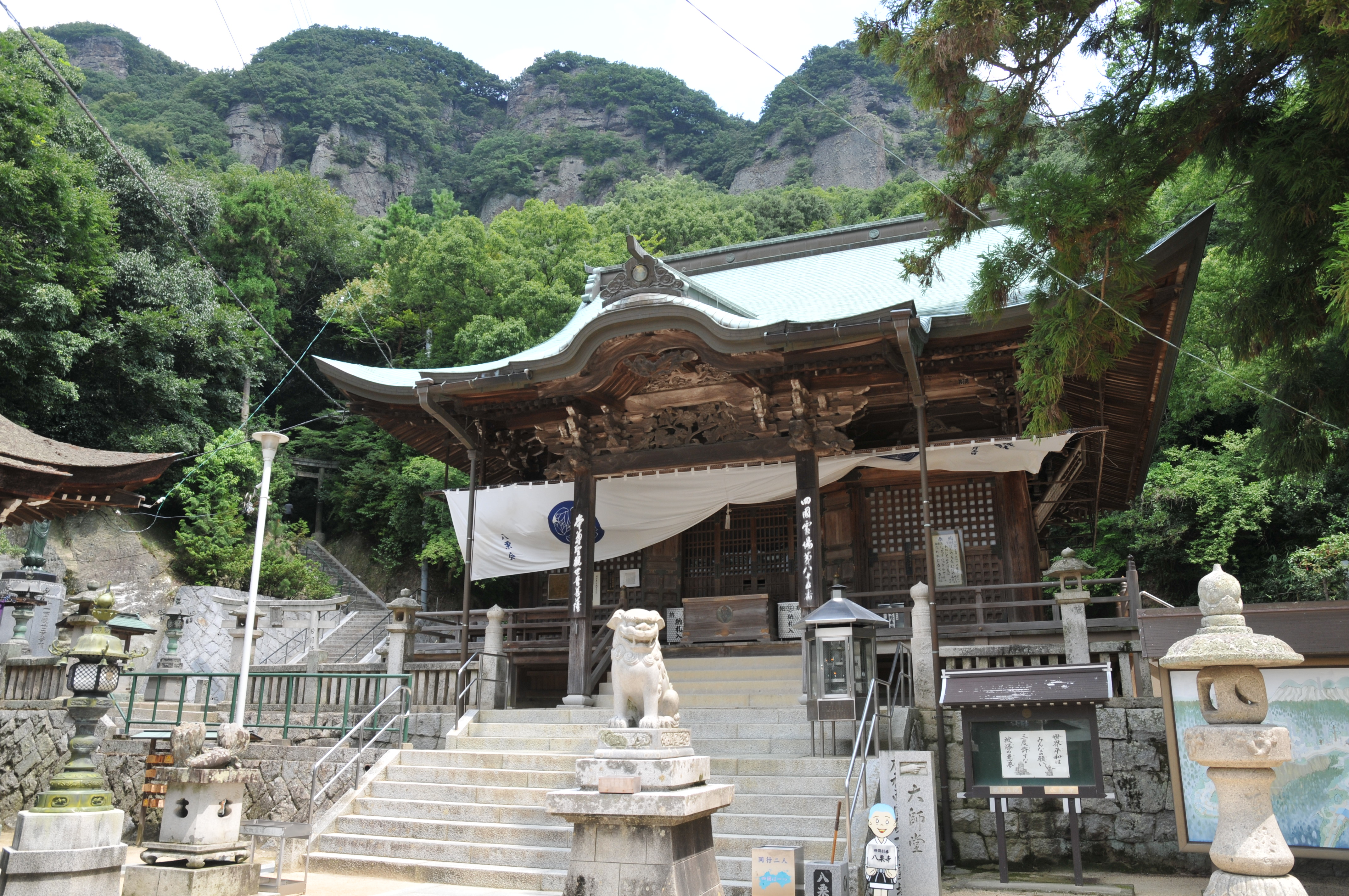
Haupthalle

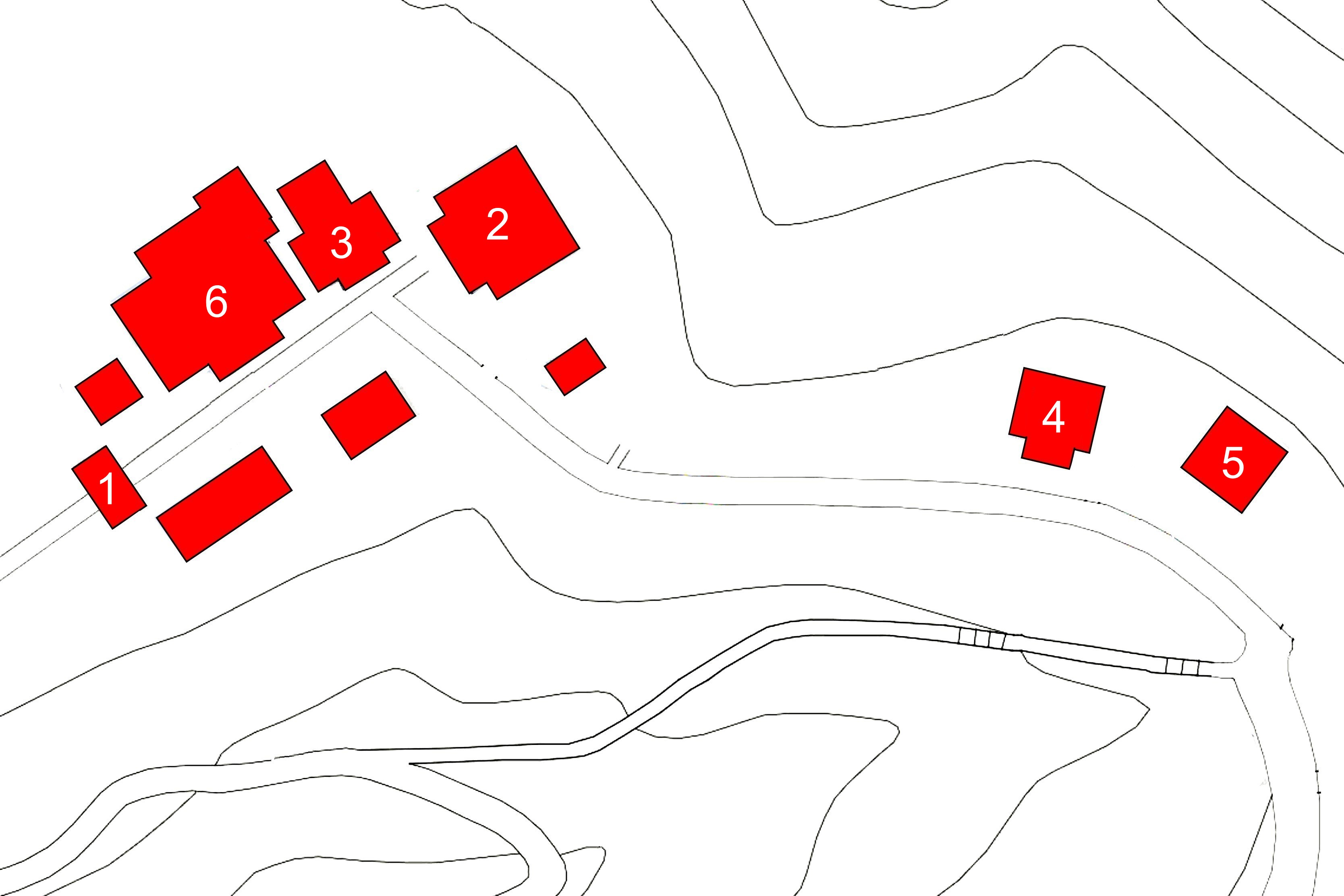
Yakuriji Plan (s. Text)

Das Yakuri-ji (japanisch 八栗寺) ist ein Tempel der Shingon-Richtung des Buddhismus in der Stadt Takamatsu in der Präfektur Kagawa. Er ist der 85. Tempel des Shikoku-Pilgerwegs und wird gewöhnlich Yakuri-san (八栗山) genannt.

## Geschichte
Der Tempel wurde in der Enkyu-Ära (782–806) von Priester Kūkai angelegt, der dabei dem Tempel eine selbstgefertigte tausendarmige Kannon als Andachtsfigur schenkte. Ursprünglich hieß der Tempel Yakuni-dera (八国寺), aber Kūkai vergrub dort acht Kastanien (Kuri), bevor er nach China reiste. Bei seiner Rückkehr im Jahr 806 fand er die Kastanien wieder, nun zu acht kräftigen Bäumen gewachsen und gab dem Tempel seinen heutigen Namen.
Der hochgelegenen Tempel ist heute auch mit einer Bergbahn erreichbar. Er liegt auf einer Anhöhe unterhalb des felsigen Gipfels Gokenzan (五剣山), der von Alters her eine buddhistische Gebetsstätte war, und zu der der Überlieferung nach bis zum Mittelalter ein Pilgerweg führte. Im Jahr 1583 fielen hier Chōsokabe Motochikas Truppen ein und bekämpften Nakamura Sōboku (中村宗卜) in der nahe gelegenen, damals vorhandenen Burg Yakuri. Dabei gingen fast alle Gebäude des Tempels verloren.
Als mit der Edo-Zeit wieder Ruhe im Lande einkehrte, ließ Fürst Matsudaira Yorishige (松平頼重; 1622–1965) während der Shōhō-Ära (1644–1648) die Haupthalle wiedererrichten und schenkte dem Tempel eine tausendarmige Kannon als Andachtsfigur. 1709 ließ der 3. Fürst, Matsudaira Yoritoyo (松平頼豊; 1680–1735) die Tempelanlage weiter ausbauen, die damit ungefähr das heutige Aussehen erlangte.

## Die Anlage
Hat man das kompakte Tempeltor, hier als Niō-Tor (仁王門; 1) ausgeführt, kommt man zur Haupthalle (本堂, Hondō; 2) mit dem Gokenzan im Rücken. Auf der linken Seite steht die Shōtendō (聖天堂; 3), in der sich die Kūkai zugeschriebene Kannon verehrt wird. Sie wird von vielen Gläubigen verehrt, da ihre Anbetung zu Wohlstand und zahlreichen Nachkommen führen soll. Rechts von der Haupthalle, 50 m entfernt, steht die „Tempelgründerhalle“ Daishidō (大師堂; 4) und die Schatzpagode (多宝塔, Tahōtō; 5). Neben der Shōtendō befindet sich ein großes Verwaltungsgebäude (6), das an der Vorderseite einen Service-Bereich umfasst.

## Bilder

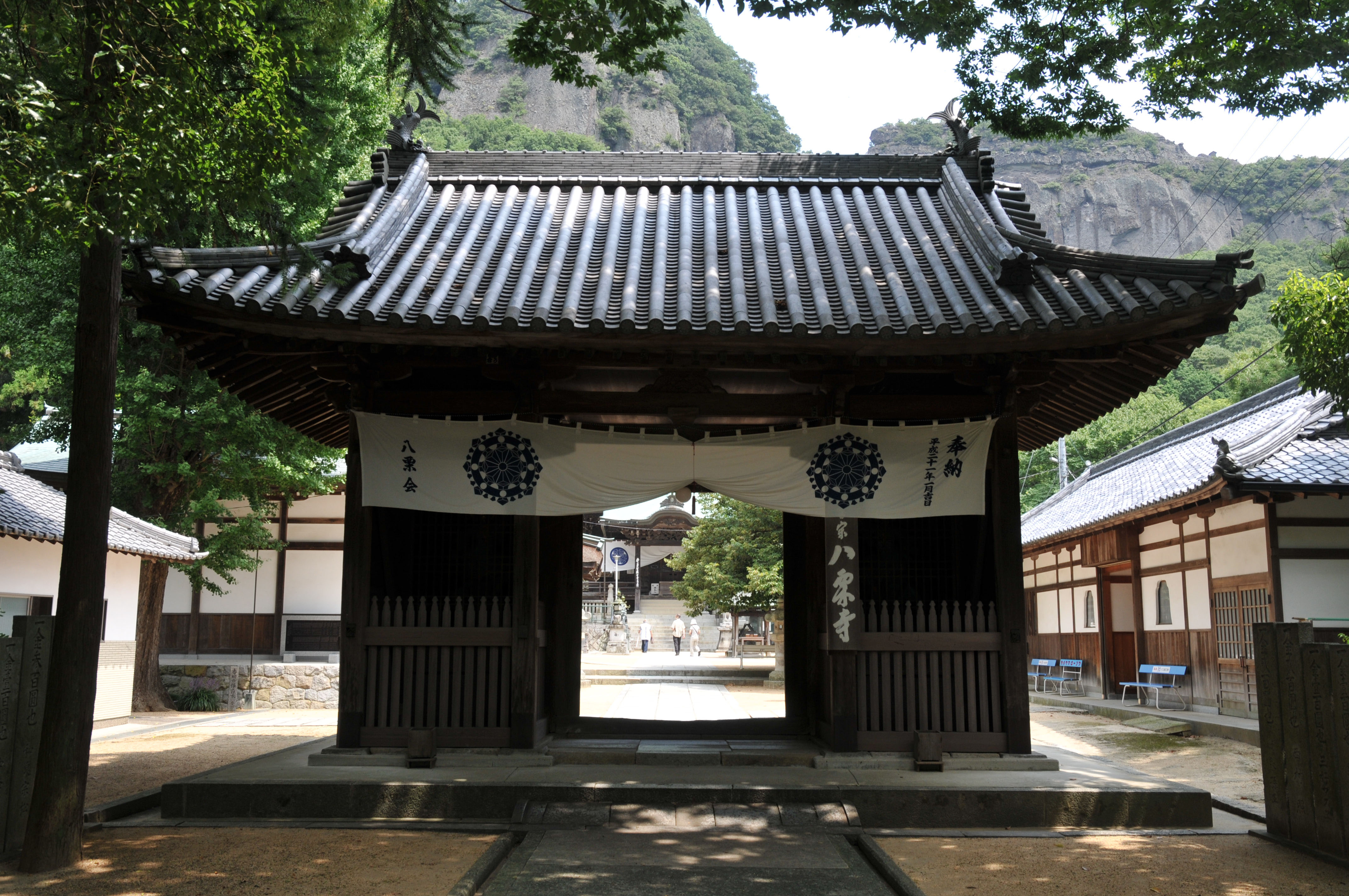
Tempeltor
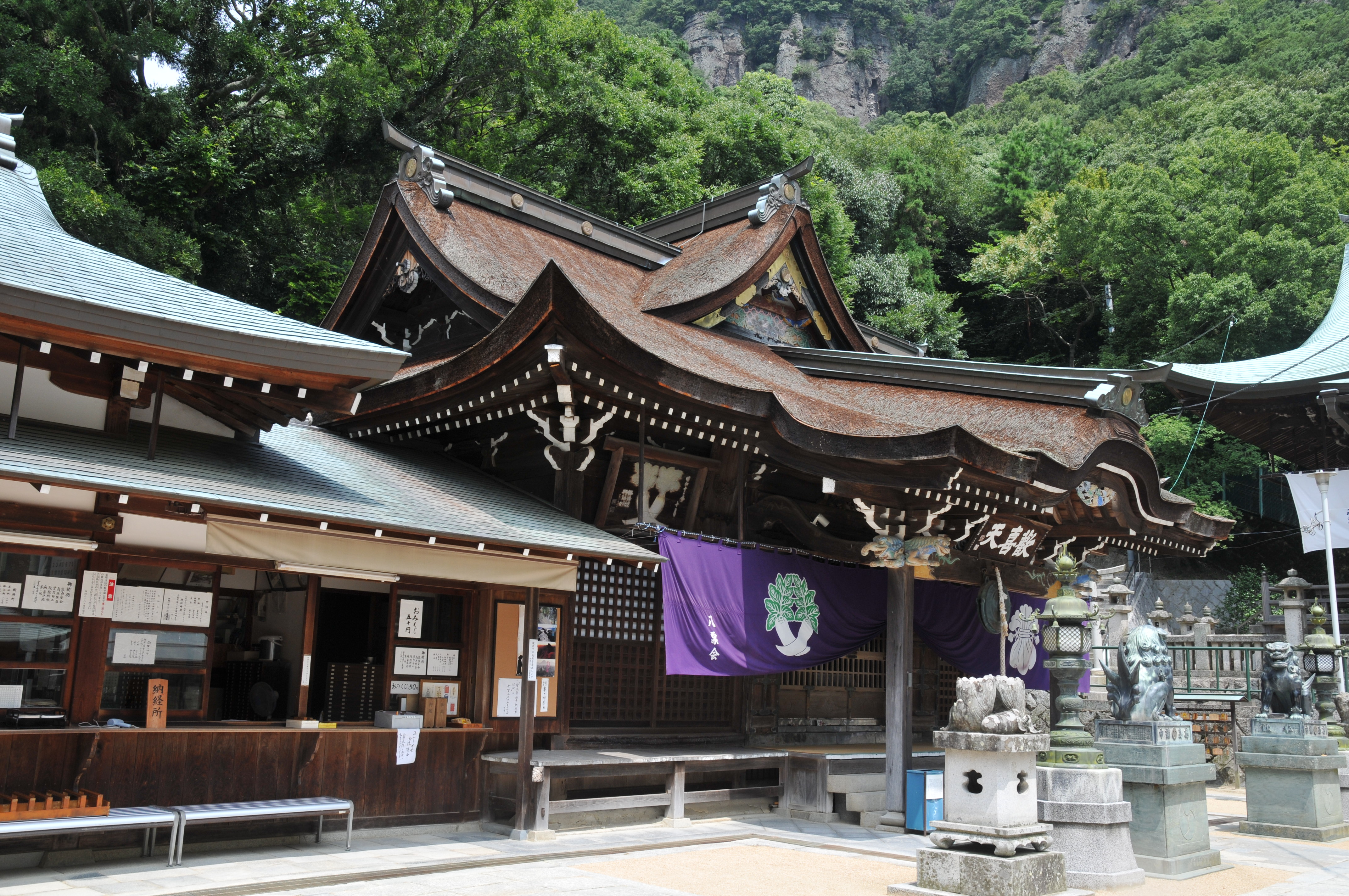
Shōtendō
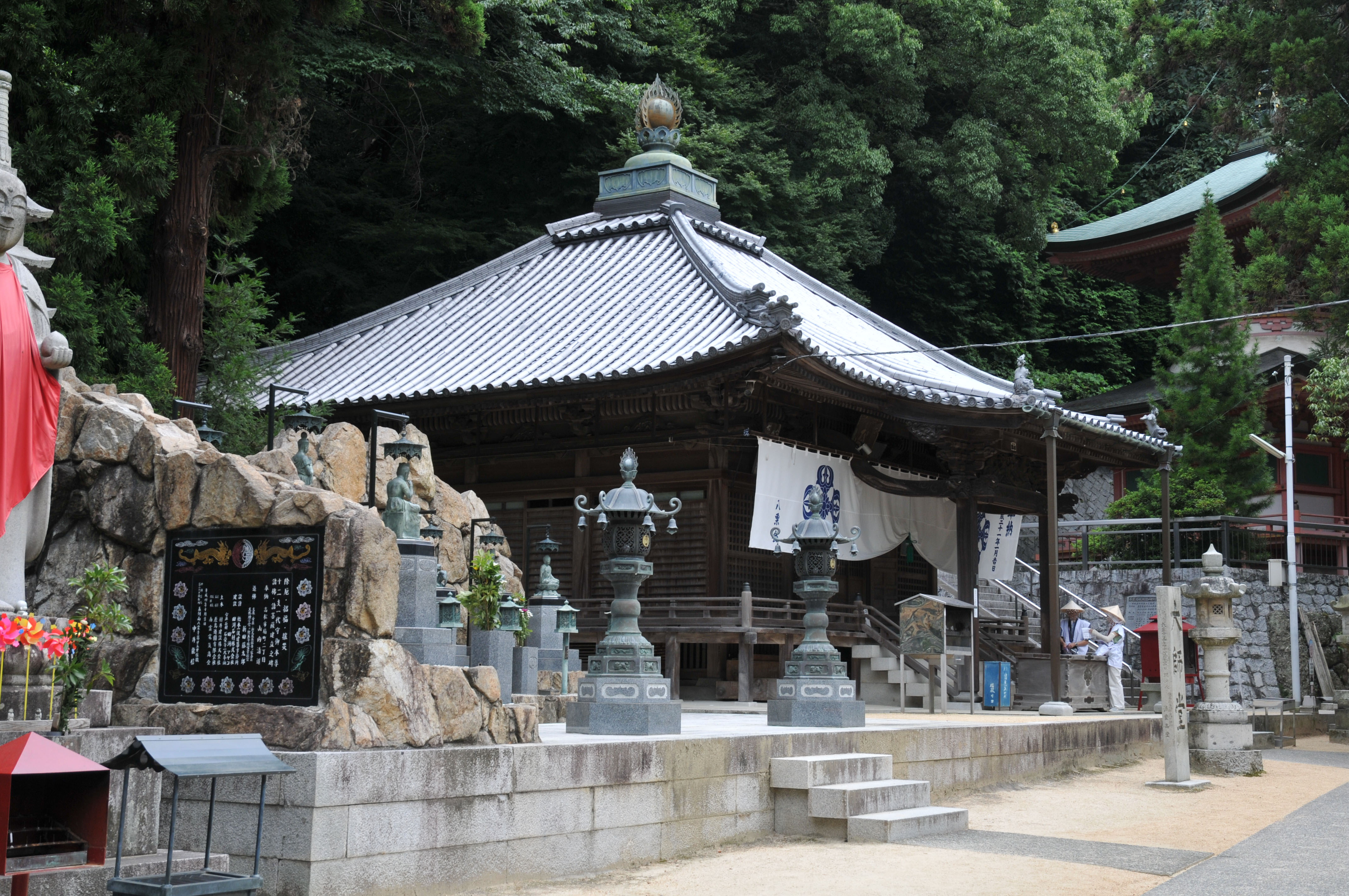
Daishidō
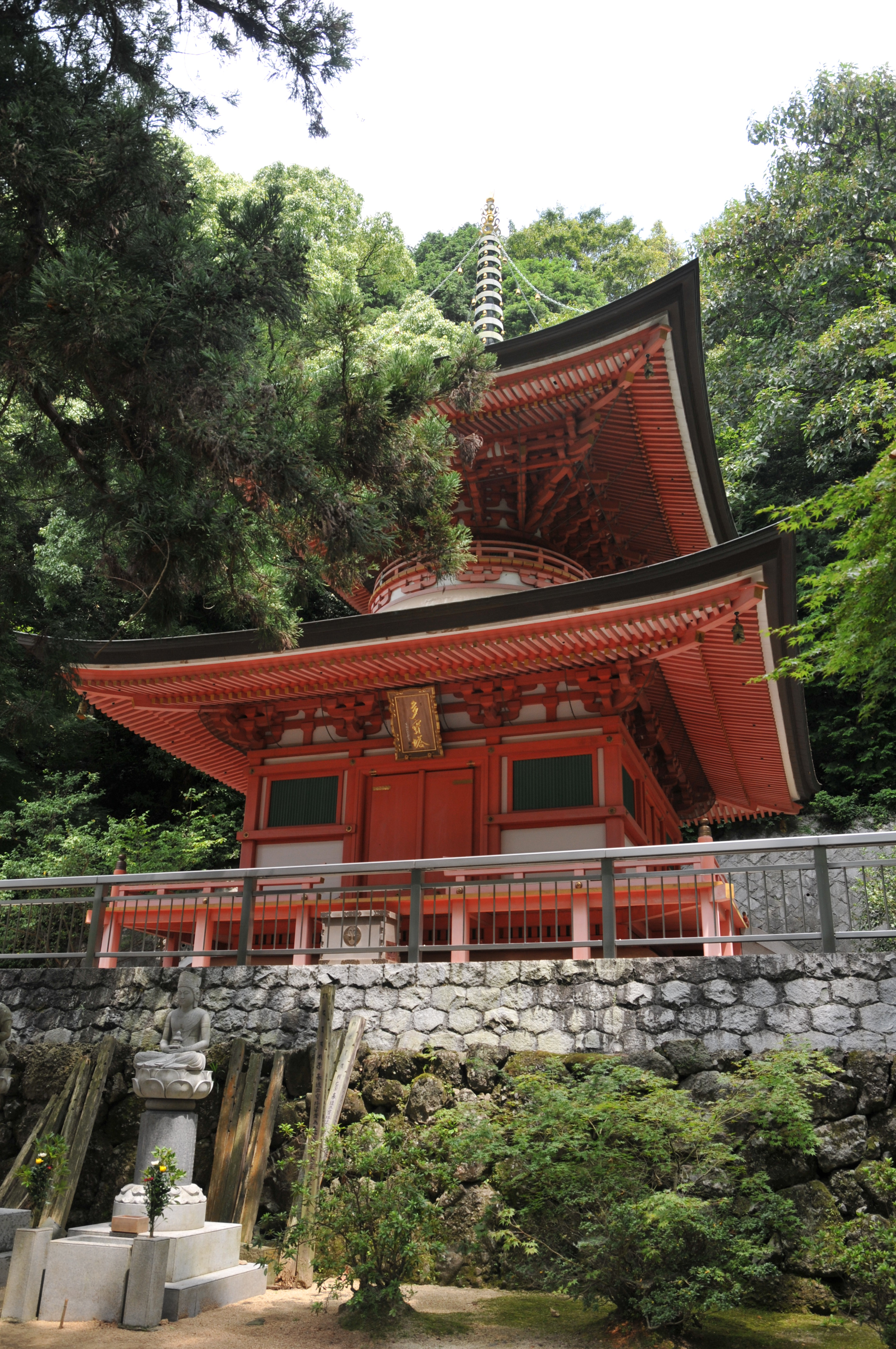
Schatz- pagode
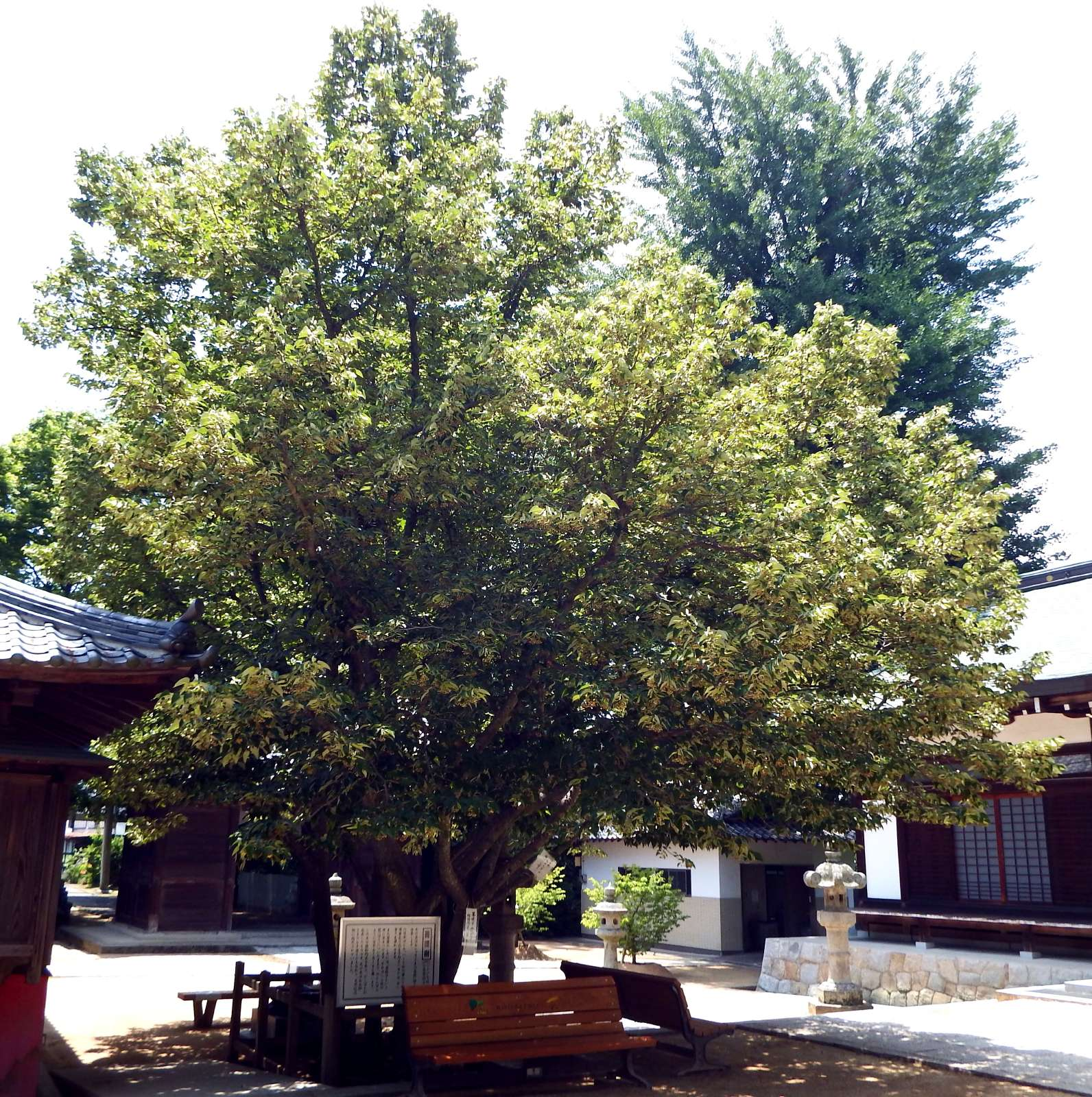
Bodhibaum[A 1]
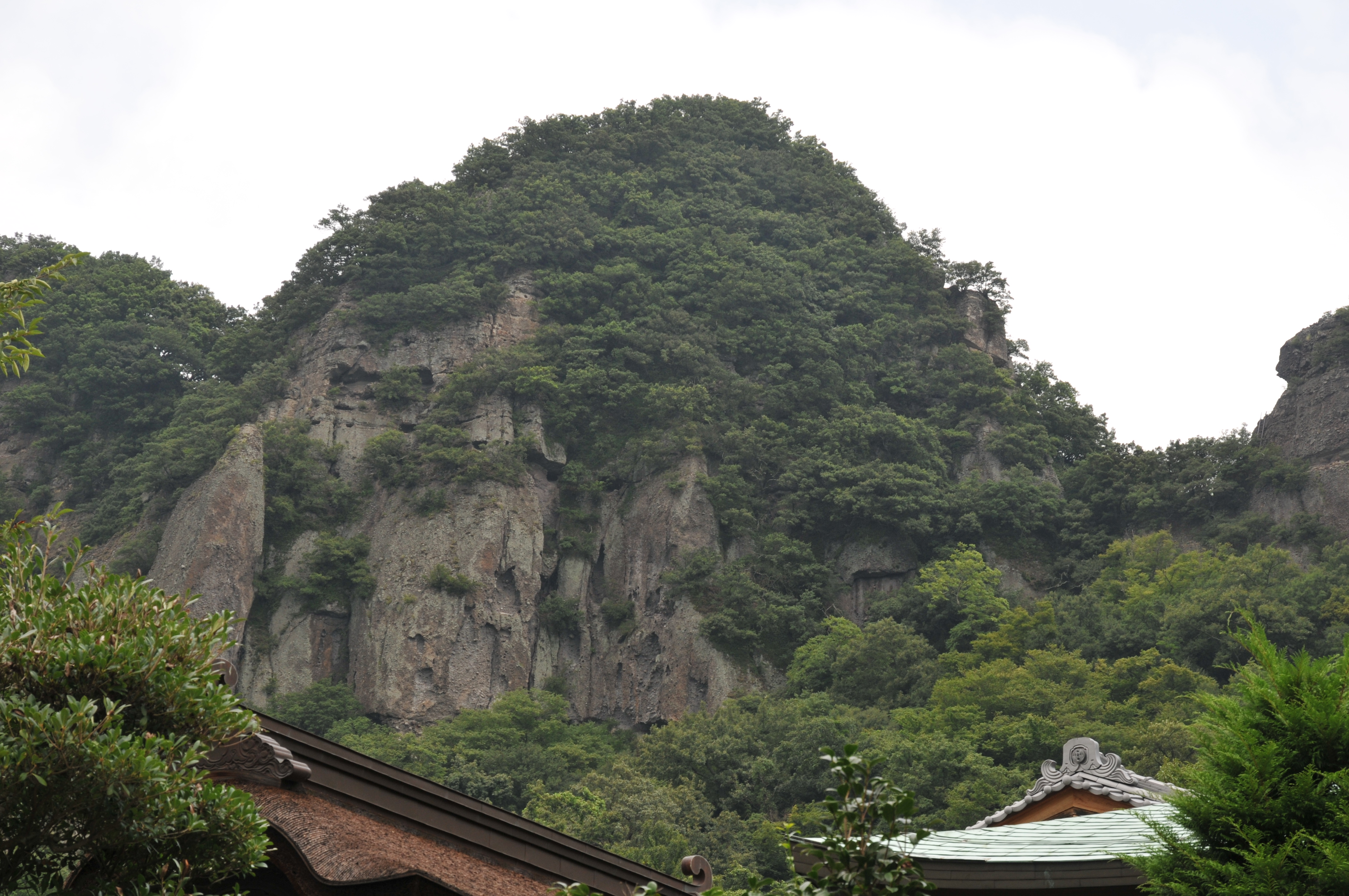
Gokenzan